# アルノー・デプレシャン
アルノー・デプルシャン（Arnaud Desplechin、1960年10月31日 - ）はフランス・ルーベ出身の映画監督・脚本家である。

## 略歴
両親はベルギー人。フランス国立高等映画学院で学び、デビュー作『二十歳の死』で数々の映画賞を受賞した。
2016年、第69回カンヌ国際映画祭のコンペティション部門の審査員に選出される。

## 主な監督作品
- 二十歳の死 La Vie des morts  (1991)
- 魂を救え! La Sentinelle  (1992)
- そして僕は恋をする Comment je me suis disputé... (ma vie sexuelle)  (1996)
- エスター・カーン めざめの時 Esther Kahn  (2000)
- “男たちと共に” 演技するレオ Léo en jouant "Dans la compagnie des bommes" (2003) シネクラブ上映
- キングス&クイーン Rois et reine  (2004)
- クリスマス・ストーリー Un conte de Noël (2008)
- ジミーとジョルジュ 心の欠片を探して Jimmy P (2013)
- 森 La Forêt (2014／TV) TV5MONDEで放映
- あの頃エッフェル塔の下で Trois souvenirs de ma jeunesse (2015)
- イスマエルの亡霊たち Les Fantômes d'Ismaël (2017) 2017年・第30回東京国際映画祭ワールドフォーカス部門では、134分の「ディレクターズ版」を上映[2]
- ルーベ、嘆きの光 Roubaix, une lumière（2019）WOWOWにて放映
- レア・セドゥの いつわり Tromperie （2021）WOWOWにて放映
- 私の大嫌いな弟へ ブラザー&シスター FRÈRE ET SŒUR （2022）

## 主な受賞
- 2004年 ルイ・デリュック賞『キングス&クイーン』
- 2015年 セザール賞監督賞『あの頃エッフェル塔の下で』

## 関連文献
- 『すべては映画のために! アルノー・デプレシャン発言集』港の人、2006。ISBN 4880083550